# Predator (Film)
Predator [ˈpredətəʳ] (englisch für Raubtier) ist ein US-amerikanischer Spielfilm des Regisseurs John McTiernan aus dem Jahr 1987 mit Arnold Schwarzenegger in der Hauptrolle. Der Actionfilm kombiniert Elemente des Horror-, Science-Fiction- und Kriegsfilms. Am 27. August 1987 lief der Film in den deutschen Kinos an.

## Handlung
Ein unbekanntes Raumschiff wirft über der Erde ein Objekt ab, das mit einem Feuerschweif in die Erdatmosphäre eintritt.
Im Dschungel Mittelamerikas trifft ein sechsköpfiges Söldnerkommando, bestehend aus dem Anführer Major „Dutch“ Schaefer, Sergeant Mac, Blain, Billy, Poncho und Hawkins, ein. Dutch, Vietnamveteran und ehemals Leiter einer US-Spezialeinheit, wird von General Phillips über den bevorstehenden Einsatz informiert: Es handele sich um eine Mission zur Rettung eines Ministers, dessen Helikopter von Rebellen abgeschossen wurde und der jetzt gefangengehalten wird. Dutchs ungutes Gefühl verstärkt sich, als der General ihm eröffnet, dass Major George Dillon den Einsatz leiten wird, ein ehemaliger Waffengefährte Schaefers und jetzt CIA-Agent. In Gesprächen zwischen Dutch und Dillon wird deutlich, dass beide sich aus dem Vietnamkrieg kennen und dass der Ehrenkodex von Dutchs Team ihnen verbietet, von der Regierung angeordnete Mordaufträge durchzuführen.
Kurz nachdem die Männer von Helikoptern hinter der Grenze abgesetzt worden sind, stoßen sie auf den abgeschossenen Hubschrauber und finden Spuren von Rebellen, die von einigen Männern mit US-amerikanischer Ausrüstung verfolgt worden sein müssen. Dann finden sie drei gehäutete Leichen, die kopfüber aufgehängt wurden. Anhand einer Erkennungsmarke identifiziert Dutch sie als Green Berets, die er kannte.
Während der Trupp sich dem Rebellenlager nähert, wird er von einem Wesen beobachtet, welches seine Umgebung mittels Wärmesicht wahrnimmt. Die Männer erreichen das Lager, in dem sich auch sowjetische Nachrichtendienst-Offiziere aufhalten. Aus sicherer Entfernung beobachtet Dutch mit einem Fernglas die Erschießung einer Geisel, woraufhin er befiehlt, das Lager anzugreifen. Bei dem folgenden Feuergefecht werden alle Gegner mit Ausnahme einer Frau namens Anna getötet. Das Team stellt außerdem fest, dass alle Geiseln tot sind und diese offenbar der CIA angehört haben. Die Feuerwaffen im Lager waren für eine von den Sowjets gelenkte Operation der Rebellen gedacht, was Dillon bestätigt, als Dutch ihn zur Rede stellt. Die „Rettungsmission“ war nur ein Vorwand, da Dillon klar war, dass Dutch den Job zur Ausschaltung des Lagers sonst niemals angenommen hätte. Auch die Green Berets waren Wochen zuvor zu derselben Mission geschickt worden.
Bei der Kontaktaufnahme mit der Einsatzleitstelle stellt sich heraus, dass eine Evakuierung auf dem Luftweg unmöglich ist und der einzige Weg zur Grenze durch ein enges Tal führt. Dillon besteht darauf, Anna als Gefangene mitzunehmen.
Kurz darauf unternimmt Anna einen Fluchtversuch und wird von Hawkins verfolgt. Als dieser sie einholt, wird er von dem Wesen, welches nahezu unsichtbar ist, getötet und in den Dschungel verschleppt. Hawkins’ Eingeweide und seine Ausrüstung wurden dabei zurückgelassen. Anna wird dabei verschont. Zunächst versucht der Trupp, Hawkins’ Leiche zu finden, doch dabei wird auch Blain von dem Angreifer getötet. Wütend schießt Mac mit einer Minigun direkt auf den Angreifer und alle anderen folgen ihm und feuern ihre Waffen blind in den Dschungel ab, wodurch die Kreatur unwissentlich verletzt wird. Während diese sich selbst verarztet, stellt die Gruppe fest, dass sie gejagt werden. Dillon glaubt, dass Guerillas dafür verantwortlich sind, aber Billy beharrt darauf, dass ihr Verfolger kein Mensch sei. Sie schlagen ein Nachtlager auf und stellen Fallen auf, die von einem Wildschwein ausgelöst werden. In der daraus resultierenden Verwirrung stiehlt die Kreatur Blains Körper. Dutch erkennt, dass ihr neuer Feind die Bäume zur Fortbewegung nutzt und dass er für die Tötung der Green Berets verantwortlich ist. Er befreit Anna, die angibt, dass ihr Volk schon zuvor ähnlich verstümmelte Körper gesehen habe.
Der Versuch, am nächsten Tag das Wesen zu fangen, endet in einem Desaster, bei dem Ramirez schwer verletzt wird. Das Team teilt sich auf: Dutch und Billy versuchen, den schwer verletzten Ramirez und Anna zum Helikoptertreffpunkt zu bringen, während Dillon und Mac den Außerirdischen töten wollen. Der übermenschlich kräftige Jäger verfügt neben seiner Tarnvorrichtung auch über eine Plasmakanone mit Laserzielvorrichtung, mit der er Mac tötet. Dillon wird von der Kreatur mit zwei langen Klingen erstochen, welche diese an ihrem Unterarm befestigt hat. Dutch schickt Anna allein zur vereinbarten Landezone. Sie ist für den Außerirdischen uninteressant, da er keine Unbewaffneten tötet. Auf der Flucht vor dem Jäger stürzt Dutch in einen Fluss. Völlig erschöpft schafft er es zum Ufer. Der Jäger verfolgt ihn, kann ihn aber nicht aufspüren, da Dutch am ganzen Körper mit kaltem Schlamm bedeckt ist, der seine Wärmeabstrahlung stark dämpft.
Nachdem der Jäger zunächst im Dschungel verschwunden ist, baut Dutch Fallen und improvisierte Waffen. Bei Anbruch der Nacht lockt er den Jäger mit einem Feuer an, kämpft mit ihm und kann ihn in Bedrängnis bringen, wobei die Tarnvorrichtung des Jägers zerstört wird. Er stellt Dutch, entledigt sich seiner Plasmakanone und nimmt seinen Helm ab, um Dutch in direktem Kampf  zu besiegen. Dutch wird von dem Außerirdischen verprügelt, kann ihn aber in eine der Fallen locken und schwer verletzen. Dutch beschließt, den Jäger aus Gnade zu töten, fragt die Kreatur jedoch zunächst, was sie sei, woraufhin die Kreatur überraschenderweise die Frage an ihn wiederholt. Die Kreatur aktiviert dann einen Selbstzerstörungsmechanismus und imitiert während des Countdowns Billys Lachen. Dutch kann in letzter Sekunde vor der Explosion in Deckung gehen. Schließlich wird er zusammen mit Anna von General Phillips mit einem Helikopter aus dem Dschungel ausgeflogen, nachdem er sichtlich traumatisiert ist.

## Hintergrund
Arnold Schwarzenegger blickte 1987 bereits auf eine beachtliche Karriere zurück. Durch Filme wie Conan der Barbar, Conan der Zerstörer, Phantom-Kommando und vor allem Terminator war er zu einer Ikone des Actionfilms der 1980er-Jahre geworden. In seinen Filmen trat er – ob als Guter oder Böser – meistens als wortkarge Ein-Mann-Armee gegen seine Gegner an. Predator dagegen passt – wenn man davon absieht, dass sich der Film gegen Ende doch zu einer One-Man-Show Schwarzeneggers wandelt – nicht in dieses Schema.
Die gesamte Handlung, bis auf den kurzen Anfang und die Szenen im Rebellenlager, wurde vom Regisseur in nur ein Set, den unberührten Urwald, verlegt. Gedreht wurde ausschließlich in Mexiko: in Puerto Vallarta, Jalisco, sowie in Palenque, Chiapas.
Wesentliche Ideen für das Aussehen des Predators, zum Beispiel der Entwurf des Gesichts, stammen von James Cameron. Der legendäre Puppenbauer Stan Winston gestaltete die ursprüngliche (einäugige) Kreatur radikal um, da sie den Produzenten nicht gefiel. Diese erste Kreation sah dem „Endprodukt“ überhaupt nicht ähnlich: Sie hatte einen hundeähnlichen Kopf, einen skelettähnlichen Torso und grau-schwarz-gefleckte Haut.
Anfangs wurde der Predator vom 1,78 m großen Jean-Claude Van Damme gespielt. Während der Dreharbeiten wurde aber das Design des Predators grundlegend überarbeitet, unter anderem sollte er bedeutend größer sein, da die anderen Schauspieler auch nicht gerade klein waren. Somit wurde die Rolle mit Kevin Peter Hall besetzt, der mit 2,20 m Van Damme um 42 cm überragte. Der Pilot, der die Überlebenden am Ende des Films ausfliegt, wird auch von ihm gespielt. Im zweiten Teil verkörpert er ebenfalls den Predator.
Das giftgrüne, anscheinend fluoreszierende Blut des Predators ist Flüssigkeit aus handelsüblichen Knicklichtern, die mit Gleitgel vermischt wurde. In der Szene, in der die Gefangene Anna, gespielt von Darstellerin Elpidia Carrillo, schildert, dass das unheimliche Wesen aus einer zugefügten Wunde grünes Blut verliert, spricht Arnold Schwarzenegger alias Major „Dutch“ Schaefer einen Satz, der als berühmtes Zitat in die Filmgeschichte einging: „Wenn es blutet, können wir es töten.“ (auf Englisch: „If it bleeds – we can kill it.“)
Der Film ist Agustin Ytuarte und Federico Ysunza gewidmet.
In dem vier Jahre später erschienenen Actionfilm Terminator 2 – Tag der Abrechnung von 1991, in dem Arnold Schwarzenegger ebenfalls die Hauptrolle spielt, verwendet der humanoide Roboter T-800 an fortgeschrittener Stelle der Handlung das gleiche Maschinengewehr mit rotierendem Lauf des Modells Minigun M134 wie die Söldnertruppe von Anführer Major „Dutch“ Schaefer, offenkundig als motivischer Querverweis auf den Film Predator.
Mit Jesse Ventura und Arnold Schwarzenegger, die auch gemeinsam in Running Man (1987) vor der Kamera standen, wurden gleich zwei beteiligte Schauspieler später Gouverneure eines US-amerikanischen Bundesstaates. Auf diese Tatsache wird in der Episode No Strings der Fernsehserie Standoff angespielt, als das Team eine Lagerhalle mit Wärmebildkameras untersucht. Sonny Landham scheiterte 2003 bei seiner Kandidatur zum Gouverneur von Kentucky.
In der 2010 erschienenen Fortsetzung Predators wird kurz auf die Handlung dieses Films eingegangen. Nach der ersten Begegnung mit einem Predator erzählt die Deuteragonistin von Dutch Schaefers Bericht und erklärt, dass damals nur ein Marine die Konfrontation mit einem Predator überlebt habe, dabei aber sein ganzes Team getötet worden sei.
In dem Buch Aliens Vs. Predator: Beute, dessen Erstauflage 1994 erschien, wird die außerirdische Predator-Spezies „Yautja“ genannt.
Der Film wurde im November 1988 von der Bundesprüfstelle für jugendgefährdende Medien indiziert; deutsche Fernsehsender durften seitdem nur geschnittene Fassungen zeigen. Nachdem einem Antrag von 20th Century Fox auf Streichung vom Index stattgegeben worden war, hat die FSK die ungeschnittene Fassung erneut geprüft und am 12. Mai 2010 ab 16 Jahren freigegeben. Seit der Novelle des Jugendschutzgesetzes im Jahr 2003 schützt eine solche FSK-Freigabe vor einer erneuten Indizierung.

## Synchronisation
Die deutsche Synchronisation entstand nach einem Dialogbuch und unter der Dialogregie von Andreas Pollak im Auftrag der Berliner Synchron GmbH Wenzel Lüdecke.
| Darsteller            | Sprecher           | Rolle            |
| --------------------- | ------------------ | ---------------- |
| Arnold Schwarzenegger | Thomas Danneberg   | Dutch            |
| Elpidia Carrillo      | Monica Bielenstein | Anna             |
| Sonny Landham         | Wolfgang Kühne     | Billy            |
| Jesse Ventura         | Helmut Krauss      | Blain            |
| Carl Weathers         | Jürgen Kluckert    | Dillon           |
| R.G. Armstrong        | Arnold Marquis     | General Phillips |
| Shane Black           | Tobias Meister     | Hawkins          |
| Bill Duke             | Kurt Goldstein     | Mac              |
| Richard Chaves        | Ingolf Gorges      | Poncho           |

## Rezeption

### Kritiken
Der Film erhielt überwiegend positive Kritiken. Das Filmkritik-Portal Rotten Tomatoes gibt für den Film 81 % positive Rezensionen an und er hat einen Metascore von 45 von 100 bei Metacritic.

„… Predator ist zumindest typologisch differenzierter als die Vorbilder Aliens und Rambo.“

„Oberflächlich betrachtet ist das hauptsächlich im mexikanischen Urwald gedrehte 35-Millionen-Dollar-Spektakel ‚nur‘ ein virtuos inszenierter, effektvoller Actionthriller. Dahinter verbirgt sich jedoch eine ausgefeilte Parabel auf das amerikanische Trauma Vietnam.“

„Was als militaristisch getöntes Söldnerabenteuer beginnt, entwickelt sich zu einem effektvoll und professionell inszenierten, aber auch sehr brutalen Horrorfilm mit deutlichen Anspielungen auf den Vietnamkrieg.“

### Einspielergebnisse
Weltweit spielte der Film ca. 98,3 Millionen US-Dollar ein – 59,7 Millionen US-Dollar in den USA und 38,5 Millionen US-Dollar in anderen Ländern. Die Produktionskosten betrugen etwa 15–18 Millionen US-Dollar.

### Auszeichnungen
Oscarverleihung 1988:
- Nominiert: Beste visuelle Effekte

Saturn-Award-Verleihung 1988:
- Gewonnen: Beste Musik (Alan Silvestri)
- Nominiert: Bester Darsteller (Arnold Schwarzenegger)
- Nominiert: Bester Science-Fiction-Film
- Nominiert: Beste Spezialeffekte

BMI Film & TV Awards 1988:
- Verleihung des BMI Film Music Award an Alan Silvestri

Hugo Award 1988:
- Nominiert: Best Dramatic Presentation (Long Form)

Golden Reel Award 1988:
- Gewonnen: Best Sound Editing: Sound Effects and Foley in a Feature Film (Richard Shorr)

## Fortsetzungen und Ableger
Der Film war ausreichend erfolgreich, um im Jahr 1990 die Fortsetzung Predator 2 nach sich zu ziehen. 2004 wurde ein Crossover zwischen den Predator- und den Alien-Filmen mit dem Titel Alien vs. Predator produziert. 2007 folgte mit Aliens vs. Predator 2 ein weiteres Crossover.
Im Juli 2010 erschien Predators, eine Fortsetzung des ersten Teils, unter der Regie von Nimród Antal und produziert von Robert Rodriguez. Im September 2018 startete eine weitere Fortsetzung, der Film The Predator kam in deutschen Kinos unter dem Titel Predator – Upgrade heraus. Mit Prey erschien im August 2022 ein Prequel, das einen früheren Besuch der Predator auf der Erde behandelt.